# Püthiosz
Püthiosz (i. e. 4. század) görög építész.
Nagy Sándor korának kiváló építésze volt, ő építette Pallasz Athéné ión stílusú templomot Priénében, i. e. 340 körül, s feltehetőleg Mauszolosz király halikarnasszoszi síremlékét is. Elméleti munkát is írt priénéi és halikarnasszoszi épületekről, ezek azonban elvesztek. Vitruvius Pollio tesz említést róla.